# Демьохін Андрій Васильович
Демьо́хін Андрі́й Васи́льович (6 грудня 1921-8 жовтня 1946) – Герой Радянського Союзу.

## Життєпис

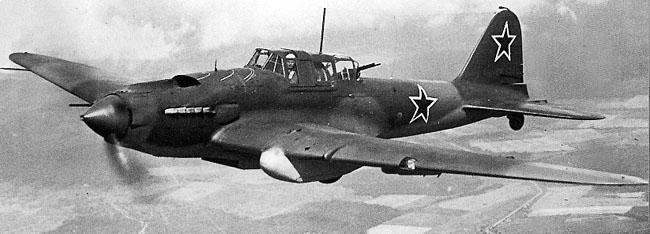
Іл-2, на якому літав А. Демьохін

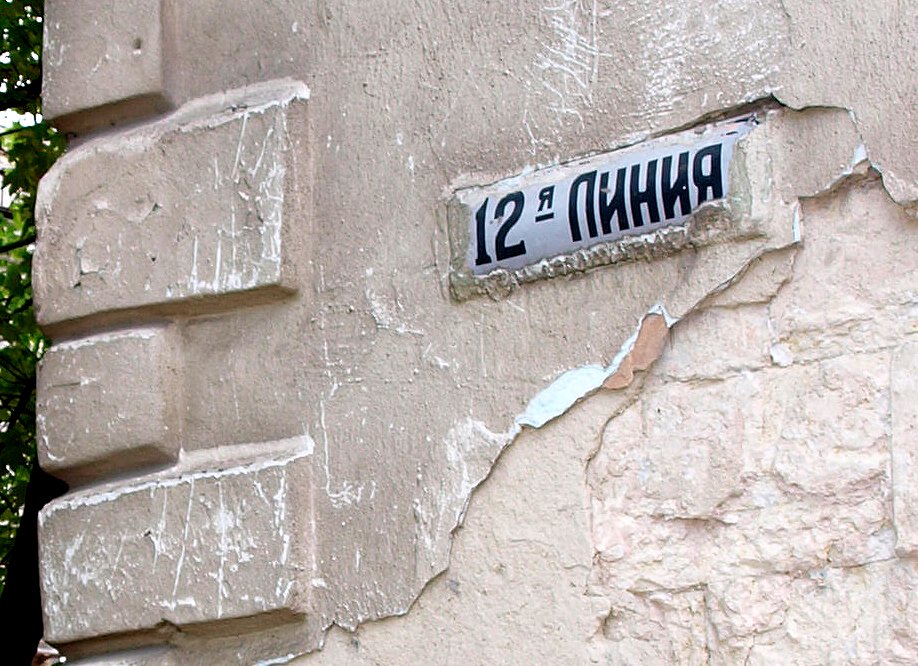
Колишня 12-та лінія Луганська перейменована на вулицю Андрія Демьохіна

Народився у селі Думінічі нині однойменного району Калузької області у родині робочого.
У 1925 року його батько із родиною переїхав до Луганська. Тут Андрій Демьохін закінчив 7 класів й аероклуб. Працював слюсарем на Заводі імені 20-річчя Жовтня.
У 1941 був призваний до армії. Наступного року закінчив Енгельське військове льотне училище.
З вересня у діючій армії. Був призначений командиром ланки 503-го штурмового авіаційного полку 206-ї штурмової авіаційної дивізії 7-го штурмового авіаційного корпусу 8-ї повітряної армії Четвертого Українського фронту. Здійснив понад 100 успішних бойових вилітів, знищив значну кількість живої сили і техніки німців.
За спогадами Героя Радянського Союзу Василя Ємельяненко, навесні 1944 року лейтенант Демьохін, повертаючись з бойового завдання, здійснив посадку на зайнятій ворогом території, щоби врятувати екіпажі двох пошкоджених літаків Як-3 та Іл-2. Однак його літак-штурмовик Іл-2 був розрахований лише на двох членів екіпажу. Відтак він дав наказ найлегшим сісти у кабіну стрільця, а двом іншим вмоститися під крилами на підкосах шасі. Через значне навантаження літак, що рухався зі швидкістю 300 км на годину на висоті 50 метрів, швидко витратив пальне. Однак льотчик зумів перелетіти Дніпро і на іншому березі благополучно приземлити машину.
Про героїчний вчинок Андрія Демьохіна розповіла газета «Правда». А 13 квітня 1944 року Указом Президії Верховної Ради СРСР за зразкове виконання бойових завдань командування у боротьбі з фашистськими загарбниками і проявлену мужність і героїзм А. Демьохіну присвоїли звання Героя Радянського Союзу із врученням ордена Леніна і медалі «Золота Зірка» за номером 1318.
Нагороджений орденами Леніна, Вітчизняної війни І ступеня, Червоної Зірки, двома орденами Червоного Прапора.
Андрій Демьохін загинув 8 жовтня 1946 року у Червоноармійську Рівненської області під час виконання службових обов'язків.
У Луганську його іменем названа вулиця (колишня 12-лінія). У 1971 році на Заводі імені 20-річчя Жовтня, де працював А. Демьохін встановлений бюст.